# ロッキン★ヘブン
『ロッキン★ヘブン』は、酒井まゆによる日本の少女漫画作品。

## 概要
集英社の漫画雑誌「りぼん」2006年1月号から2008年8月号まで連載された。
また、2008年1月に集英社インターネットラジオVOMICにてラジオドラマ化された。

## あらすじ
かわいい制服につられて天羽学園（高等部）に入学した小西紗和。しかし、そこは元男子校だった。紗和が入ったG組は、何でもありの無法地帯。しかも、女子は（自分も含めて）二人だけ。正直な紗和はみんなの反感を買うものの、明るく素直な性格で、しだいにみんなと打ち解けていく……。

## 登場人物
声の項はVOMIC版のもの。
小西 紗和（こにし さわ）
声 - 下屋則子
主人公。明るく元気な少女で、父・母・妹の4人家族。名前は両親の名前（和智・紗映）から一文字ずつ取ってつけられた（妹：紗智も同様）。「制服が可愛い」というだけの理由で元男子校だったことを知らずに天羽学園に入学した。問題児揃いの1年G組の男子共とぶつかっていくことで成長していく。藍とは紆余曲折があったものの、最終回では結婚し一人息子の葵（あおい）をもうけた。晶の苦手な人第1位。誕生日：2月28日。血液型：A型。身長：157cm。体重：42kg。靴のサイズ：23.5cm。
松雪 藍（まつゆき らん）
声 - 櫻井孝宏
1年（2年）G組のボス的存在。実は理事長の息子で、その身分を利用し、クラスの編成などを自分の思い通りにしていた。どこか翳りを帯びている。実は乗り物酔いが激しい。また、甘いもの・辛いもの共に苦手。中学時代はバスケ部だったが、中2の3学期に辞めている（他のG組の生徒も同様）。完璧主義者の父親の碧（みどり）と対立しており、さらに中学1年のときに母親の佳奈子（かなこ）を交通事故で亡くしたことについて自責の念に駆られていたが、紗和の尽力でいずれも克服した。後に高等部教師として天羽学園に戻っている。誕生日：7月18日。血液型：A型。身長：174.5cm。体重：54㎏。靴のサイズ：27.5cm。
永島 晶（ながしま あきら）
声 - 能登麻美子
1年（2年）G組のもう一人の女子生徒。プロの漫画家になるという目標を持ち、男子が多い天羽学園に入学したのもネタ収集のため。中学の時にそのことでいじめにあったのをきっかけに、後ろ向きで、孤独を望む人間になってしまった。しかし、紗和との対立と和解、椿との恋を通じ、卑屈な面を消していく。クラスにあまりなじもうとしないが、紗和や椿に頼まれると（仕方なく）協力はした。椿を侮辱した晴希を一喝したり、紗和の気持ちをないがしろにする言動をした藍を張り倒したことがある。最終巻では漫画家デビュー、椿とは婚約(結婚式の日取りも決定)した。誕生日：4月6日。血液型：O型。身長：155.2cm。体重：43kg。靴のサイズ：23cm。
椿 潤一（つばき じゅんいち）
声 - 小林和矢
家は茶道の家元。二人の姉：由香莉（ゆかり）と志穂（しほ）がいる。眼鏡をかけており、問題だらけのG組の中では比較的真面目な優等生。藍の幼馴染であり、昔から藍の家庭の事情等についても理解しており、紗和のことを「藍の事を受け止めてくれそうな人物」と認めている。ゆえに藍と紗和の復縁を本人達以上に望み、彼らの仲を引き裂いた晴希を嫌う。晶の苦手な人ランキングの2位。中学時代はバスケ部だった。また仲間内では｢中学時代一番遊んでいた｣と言われる事も。登校時、年上の女性とキスしているところを紗和に目撃されてしまう。実は藍のことが好きなのだが、何かにつけ自分のことを気にかけてくれていた晶も気になりだしている。後に、晶と婚約した。誕生日：1月19日。血液型：AB型。身長：177.8cm。体重：62㎏。靴のサイズ：28.5cm。
城戸 智史（きど さとし）
声 - 柿原徹也
単純明快な性格で、物事を深く考えることが苦手。妹がいる（後述）が、彼女について「生意気になった」とぼやいている。その一方で作者の酒井まゆいわく「妹の結婚式で号泣するタイプ」。中学時代はバスケ部だった。紗和のことが気になっていたが、失恋した。晴希のファンに「オーラが薄い」と言われてしまった。公営団地に住んでいる。誕生日：10月14日。血液型：B型。身長：173．5cm。体重：56kg。靴のサイズ：26cm。
小川 朋樹（おがわ ともき）
声 - 川野剛稔
家が美容院（店名brook）なので、美容師を目指しているが、すでに美容師になっている姉の奈津子（なつこ）にイビられる日々を送っていた。手先も器用。いつもネクタイをしていない。制服の着こなしなどファッションセンスは抜群。紗和曰く、髪も綺麗であり、羨ましがられている。中学時代はサッカー部だったがバスケットボールもできる。家業を継ぎたいという思いを持っていたが、世界的なヘアメークアーティストになった。好きな季節は春。猫目。単行本最終巻に収録された(書き下ろし)番外編では、紗和の妹であり、学生モデルになった紗智のメイク担当をしている。誕生日：8月24日。血液型：A型。身長：175cm。体重：57.5㎏。靴のサイズ：26.5cm。
田口 草太（たぐち そうた）
声 - 中西英樹
パソコンを自在に操ることが出来る。後にコンピューターエンジニアになった。アニメやゲームが好き。一応、「オタク」。中学の時、それらの趣味が原因でいじめにあったことがあるため、晶がひねくれてしまったことに対してある程度の理解を示している。文化祭以降、晶と親しくなり、映画に誘って告白したが断られた。弟の翔太（しょうた）がいる。中学時代はサッカー部だった。誕生日：9月17日。血液型：B型。身長：171 ．5cm。体重：54kg。靴のサイズ：26cm。
小西 紗智（こにし さち）
声 - 後藤沙緒里
紗和の妹。紗和と同じく両親の名前を1文字ずつとって名づけられた。姉の紗和とは13歳も年が離れている。G組のメンバーから可愛いと注目気味。紗和たちからは「さっちゃん」と呼ばれている。単行本最終巻に収録された(書き下ろし)番外編では14歳でモデルになっており、彼女のメイク担当の小川に恋心を抱いている。誕生日：6月30日。血液型：O型。身長：157cm。体重：40kg。 靴のサイズ：22.5cm。
小西 紗映（こにし さえ）
声 - 久嶋志帆
紗和と紗智の母。顔・性格ともにややきつい。そのせいか大学時代はクールビューティーとして知られ、周囲からとても人気があった。実は13歳までに両親を亡くしており、しかも兄弟はおろか親戚もおらず、一人で生きることを強いられていた。職業は獣医。物語後半で3人目の子供を妊娠・出産し、「智映（ちえ）」と名付けた。旧姓は深代。誕生日：12月2日。血液型：A型。身長：160cm。体重：45kg。靴のサイズ：23.5cm。
小西 和智（こにし かずとも）
声 - 太田哲治
紗和と紗智の父。おっとりした性格で紗和を優しく支える。それもそのはず、資産家の次男坊。大学生のときに天涯孤独の身だった紗映にプロポーズをし、そのまま学生結婚（住んでいたところを火事で失った紗映を、自分の家に呼び寄せる格好だった）。家事を担当しており、料理も得意。誕生日：3月18日。血液型：O型。身長：175.5cm。体重：63㎏。靴のサイズ：28cm。
白河 結李（しらかわ ゆり）
英華女子学園の生徒。藍の元彼女で超美人。藍とヨリを戻そうと再度告白するも、「好きな人がいる」と振られてしまった。ただそれ以来、藍と紗和の仲を応援している。誕生日：12月9日。血液型：A型。身長：160cm。体重：44㎏。
城戸彩加（きど あやか）
城戸の妹。彼とは一学年下。わがままで自己中心的。天羽学園高等部に合格できたら藍と付き合う約束をしており(藍はほぼ聞き流す形で承諾した)、見事合格。兄が紗和への未練タラタラなのを知り、それを利用して自分も藍に迫ったが、あっけなく失恋。誕生日：6月17日。血液型：B型。身長：154cm。体重：43㎏。
杉下 晴希（すぎした はるき）
ジュトンスーパーボーイコンテストグランプリ。デビュー2年目にしてドラマに多数出演し、ファッション誌のモデルなどもさらっとこなす。所属事務所の方針で極力学校に通っているものの、実は学校には行きたくなかった。クラスにも「仕事がある」という理由でなじもうとしなかったが、紗和には気がある模様。紗和と藍との仲がギクシャクしていることに漬け込んで破局に追い込む。ファン同士の大喧嘩の責任を取る格好で学校を辞めようとしたが、G組の生徒たちの尽力で辞めずに済んだ。学校の卒業式については、事情により出席を断念した。誕生日：4月16日。血液型：AB型。身長：176cm。体重：58kg。靴のサイズ：28cm。

## ラジオドラマ（VOMIC）
2008年1月11日から第1話と第2話配信中。「りぼん」作品のネットラジオドラマは、これが初めての試みである。
キャスト
主要担当声優は上述。ここではそれ以外のキャストについて記す。
- 宮地 - 相馬幸人
- 数学教師 - 小笠原淳

## 単行本
りぼんマスコットコミックス（集英社）から発売。全8巻。
1. 2006年6月15日発売 ISBN 4088566874
2. 2006年10月13日発売 ISBN 4088567099
3. 2007年2月15日発売 ISBN 4088567269
4. 2007年6月15日発売 ISBN 4088567471
5. 2007年10月15日発売 ISBN 4088567765
6. 2008年2月15日発売 ISBN 4088567994
7. 2008年6月13日発売 ISBN 4088568192
8. 2008年11月14日発売 ISBN 4088568508